# Bartolomeo Altomonte

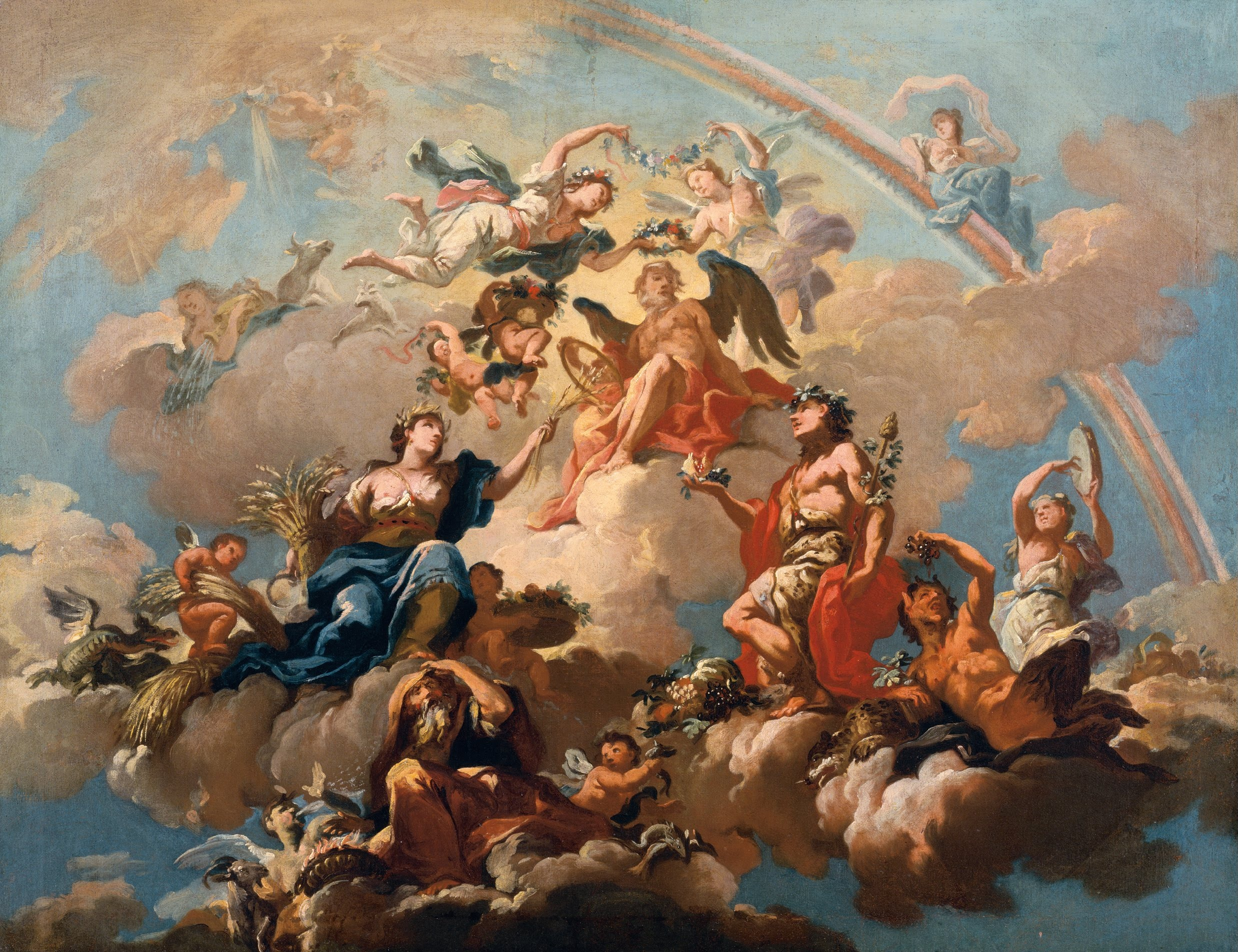
Las cuatro estaciones coronando a Cronos (1737), óleo sobre lienzo. Perteneciente a la colección de la Residenzgalerie, de Salzburgo.

Bartolomeo Altomonte, también conocido como Bartholomäus Hohenberg (24 de febrero de 1694 - 11 de noviembre de 1783), fue un pintor barroco austríaco que se especializó en frescos de gran tamaño. Era hijo del también pintor Martino Altomonte.

## Vida y obra
Altomonte nació en Varsovia siendo el tercero de seis hermanos. Altomonte pasó la mayor parte de su vida en Linz. Aprendió el oficio ayudando a su padre y siendo aprendiz de Daniel Gran. Murió en Sankt Florian en 1783.